# 杭雄
杭雄（1459年—1528年），字世威，綏德衛人，明朝軍事將領。

## 生平
世為綏德衛總旗，杭雄自幼從軍，征戰屢次先登，積首功，六遷至指揮使。正德七年（1512年）進署都指揮僉事，平定四川民變，守備西寧。因吏部尚書楊一清舉薦，擢延綏遊擊將軍。九年（1514年）隨左都御史彭澤經略哈密，十一年（1516年）偕副將安國在岢嵐州破敵，進右軍都督府都督僉事，改參將，擢都督同知。十二年（1517年）八月明武宗巡幸宣府、大同，杭雄任扈從，拜大同總兵官。嘉靖元年（1522年）明世宗裁撤傳奉官，杭雄貶為署都督僉事，改佩鎮西將軍印，鎮守大同。二年（1523年）蒙古小王子達延汗率兵進攻沙河堡，杭雄率軍抵禦失利，請求罷免，沒有批准。移駐延綏，召僉書後軍都督府。三年（1524年）秋季土魯番侵甘肅，杭雄佩平虜大將軍印，充總兵官，提督陝西、延綏、寧夏、甘肅四鎮軍務，後進都督同知。六年（1527年）敵軍八千騎進犯寧夏，杭雄及副總兵趙鎮抵禦，前鋒陷埋伏而戰敗，被陝甘總督王瓊彈劾，奪官閑住，七年（1528年）去世。